# Ламбер, Натали
Натали Ламбер (фр. Nathalie Lambert; 1 декабря 1963 в Монреале, Квебек) — канадская конькобежка, специализирующаяся в шорт-треке. Участница Олимпийских игр 1988 года, Олимпийская чемпионка 1992 года, серебряный призёр Олимпийских игр 1994 года на дистанции 1000 метров и в эстафете. Ламбер была знаменосцем Канады на закрытии Олимпийских игр в Альбервилле. Она также является многократной чемпионкой мира, в том числе 3х-кратной абсолютной чемпионкой в Сиднее 1991, Пекине 1993, Гилфорде 1994 годов.

## Биография
Натали Ламбер выросла в районе Ле Плато-Мон-Рояль в Монреале и после Олимпийских игр в Монреале на волне эйфории встала на коньки в возрасте 12 лет. Вместе с другом занималась на крытом катке напротив дома её семьи, мама Натали помогала в сборе средств и даже с транспортом, для поездок на соревнования. Уже в 13 лет Ламбер участвовала в юниорских соревнованиях по конькобежному спорту. Она представляла Квебек на зимних играх 1979 года в Канаде в Брэндоне, Манитоба. В 1981 году её взяли в состав национальной сборной Канады. А в 1983 году перешла в шорт-трек и сразу завоевала золотую медаль в эстафете на чемпионате мира в Токио.
Уже на следующий год выиграла свою первую индивидуальную медаль на чемпионате в Питерборо, выиграв бронзу на 1000 м и в общем зачёте, а также золото в эстафете. В 1985 году вновь была третьей в многоборье, установив мировой рекорд на 1000 м, в следующем 1986 году опять бронза в общем зачёте, а в 1987 году установила мировой рекорд на дистанции 3000 метров и заняла 2 место на чемпионате мира в Монреале. На Олимпийских играх в Калгари шорт-трек был демонстрационным видом спорта и Ламбер в составе эстафетной команды выиграла бронзу, а в личных гонках лучшие места заняла на 1500 и 3000 м.
В 1990 году на чемпионате мира в Амстердаме Ламбер выиграла индивидуальную первую золотую медаль на дистанции 1500 м и получила свою первую награду спортсменка года в конькобежном спорте Канады. из пяти последующих. А в 1991 году на чемпионате мира в Сиднее стала абсолютной чемпионкой, «свергнув с престола» свою подругу и соперницу Сильви Дэгль и разделила награду «спортсменка года» с ней. Её главным соперником являлись не только Азиатские спортсменки, но и её партнёрша по команде Сильви Дэгль, 5-кратная чемпионку мира в абсолютном зачёте, у которой Натали не могла долго выиграть. Но вот в 1991 году она наконец это сделала, стала чемпионкой в многоборье на чемпионате мира. Ламбер была участницей эстафетной команды, которая с 1986 по 1994 года завоевала 9 золотых медалей подряд!
В 1992 году на Олимпийских играх в Альбервилле она стала Олимпийской чемпионкой в эстафете, В том же году её имя внесли в Канадский Олимпийский зал славы. 1993 год Ламбер вновь стала чемпионкой мира в многоборье на чемпионате мира в Пекине, выиграв дистанции на 1000 и 1500 м и бронзу на 500 м, и вновь улучшает мировой рекорд на дистанции 1000 метров и в эстафете. Тогда она стала двукратной чемпионкой мира. В следующем году она стала ещё и двукратным серебряным призёром Олимпийских игр в Лиллехамере, и в том же году выбрали спортсменкой года по версии Mérite Sportif Québécois.
После Олимпиада она решила уйти из спорта. Но в 1997 году вернулась и выиграла золотую медаль на чемпионате мира в Нагано в эстафете. Ламберт готовилась выступить на Олимпийских играх в Нагано, но неожиданно сломала лодыжку, остеоартрит в коленях обострился, и она потеряла мышечную массу и силу из-за травмы лодыжки что не позволило ей поехать в Японию. Она официально завершила карьеру. Пока Натали выздоравливала в нидерландской больнице, с ней связалось Радио Канады, предложив ей аккредитацию прессы для телевизионного освещения Олимпийских игр в Нагано, так Ламбер начала карьеру на телевидении и радио. За свою 22-хлетнюю карьеру Натали 4 раза устанавливала мировые рекорды, выиграла больше 20-ти медалей чемпионатов мира.

## Работа после карьеры
Ещё во время соревновании закончила в 1988 году Монреальский университет на факультете физической культуры, а в 1991 году изучала кинезиологию. После спортивной карьеры Ламбер работала в Монреальском клубе Sportif MAA, с 1999 года и по настоящее время занимает должность директора по коммуникациям и маркетингу. В 2004 году она была помощником шеф-повара на летних Олимпийских играх 2004 года и была выбрана шеф-поваром прямо на Олимпийских играх 2010 года в Ванкувере. С 2011 по 2016 года работала специалистом по фитнесу в компании «Journal 24h», а с 2016 года назначена председателем технического комитета по шорт-треку в ISU. Вышла замуж в 1999 году за Даниэля Годе, они удочерили двух девочек из Китая, в настоящее время проживает с мужем в Монреале.

## Награды
- С 1985—1987, 1990—1994 года — названа спортсменкой года Канадской Ассоциацией конькобежцев
- 1992 год — введена в Зал славы Олимпийского комитета Канады
- 1994 год — названа спортсменом года по версии Mérite Sportif Québécois
- 2001 год — введена в Зал спортивной славы Квебека
- 2002 год — введена в Зал спортивной славы Канады[6]